# Boxing Day
Boxing Day este o sărbătoare celebrată după Ziua Crăciunului, care are loc în a doua zi de Crăciun. Deși a început ca o sărbătoare pentru a oferi cadouri săracilor, astăzi Boxing Day este cunoscută în primul rând ca o sărbătoare pentru cumpărături. Ea își are originea în Regatul Unit și este sărbătorită într-un număr de țări care au făcut anterior parte din Imperiul Britanic. Boxing Day este ziua de 27 dacă ziua de 26 este duminica Crăciunului. Drept consecință vacanță publică poate avea loc fie în acea zi sau una sau două zile mai târziu (cum este necesar, pentru a se asigura că ea cade într - o zi lucrătoare). Boxing Day este, de asemenea, concomitent cu sărbătoarea catolică Sfântul Ștefan.

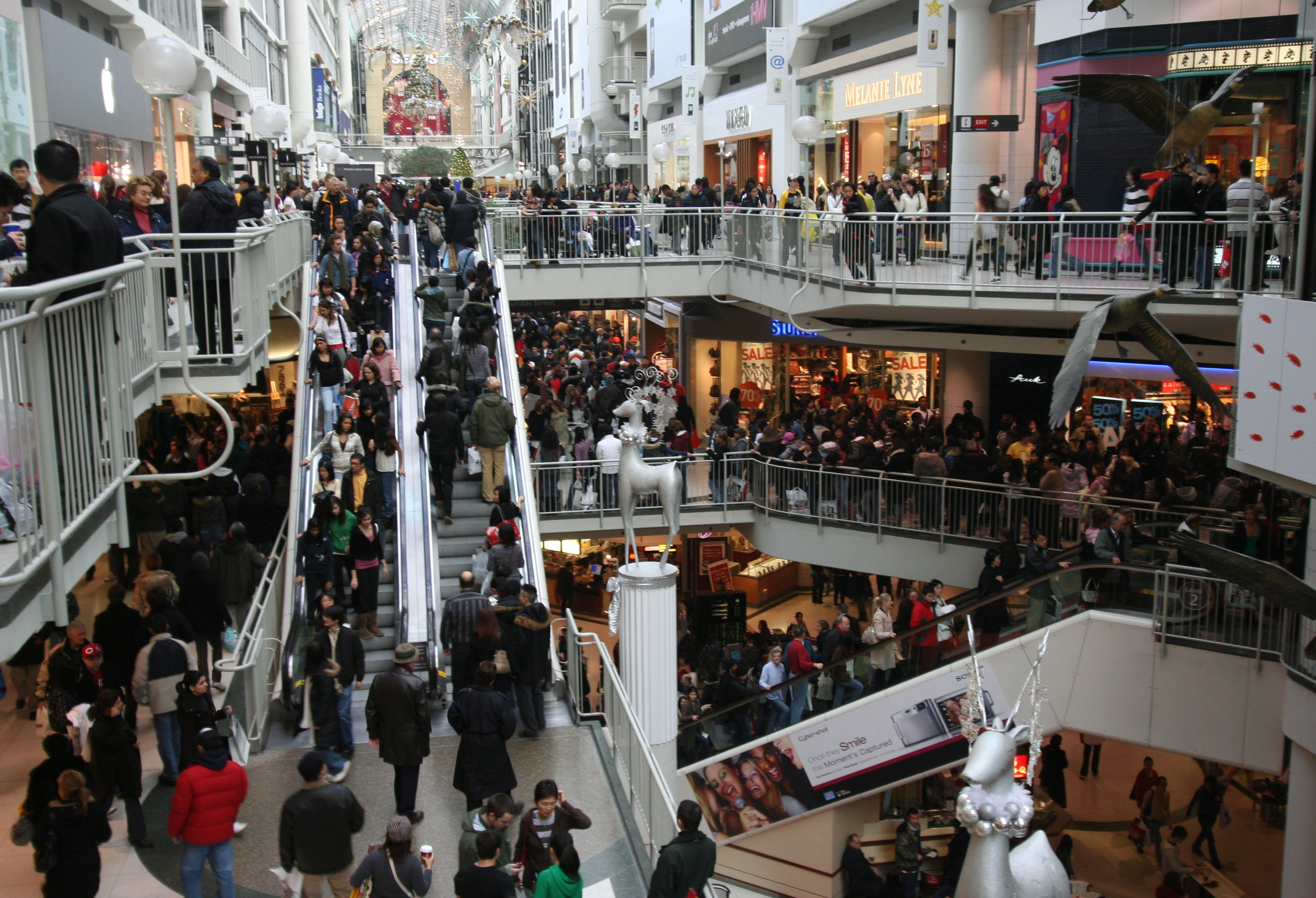
Mulțimile de Boxing Day fac cumpărături la Toronto Eaton Centre din Canada, 2007

În anumite părți ale Europei, cum ar fi mai multe regiuni din Spania,  Republica Cehă, Germania, Ungaria, Țările de Jos, Italia, Polonia, România, Slovacia, Danemarca, Finlanda, Suedia, Belgia, Norvegia și Irlanda, 26 decembrie este Ziua Sfântului Ștefan, care este sărbătorită ca a doua zi de Crăciun.

## Dată
În ultimii ani, ziua de după Crăciun, 26 decembrie, este numită „Boxing Day”, chiar și atunci când aceasta cade duminică, deși în mod tradițional   luni 27 decembrie ar fi ziua în care s-ar fi sărbătorit.

## Linkuri externe
- Originile Boxing Day la Snopes